# Jacob Duyvis
Jacob Duyvis (Zaandam, 19 november 1832 - Utrecht, 24 april 1908) was een Nederlands fabrikant en politicus.
Duyvis was koopman, gerstpeller, stijfselfabrikant en burgemeester van Koog aan de Zaan. Daarnaast was hij een kleine twee jaar lid van de Tweede Kamer. Hij verhinderde in 1884 de terugkeer van oud-minister Kappeyne van de Coppello in de Kamer. Als Kamerlid voerde hij enkele keren het woord bij economische onderwerpen en bij de behandeling van het initiatiefvoorstel-Reekers over de zeevisserij. Duyvis stelde zich welwillend op ten opzichte van de groeiende arbeidersbeweging. Verder was hij als bestuurslid verbonden aan Het Utrechtsch Museum van Kunstnijverheid. De telg uit de bekende Zaanse koopmansfamilie Duyvis was gehuwd met een dochter van fabrikant Verkade.
Activiteiten van Jacob Duyvis waren onder meer de tarwestijfselfabriek Chios in Koog aan de Zaan en de De Prinses te Wormerveer  en de Koninklijke Rijststijfselfabriek Duyvis & Co te Utrecht (-1936).